# Argeiopsis kensleyi
Argeiopsis kensleyi is een pissebed uit de familie Bopyridae. De wetenschappelijke naam van de soort is voor het eerst geldig gepubliceerd in 2005 door Boyko & Kazmi.